# Gaston Renondeau
Gaston Renondeau (dit Georges), né le 10 septembre 1879 et mort le 25 novembre 1967, est un militaire, traducteur depuis le japonais et homme de lettres français.

## Biographie

### Carrière militaire
Gaston-Ernest Renondeau a intégré l'École polytechnique avant de s'engager dans la carrière militaire, en tant qu'officier d'artillerie. 

#### Attaché militaire français àBerlin
Attaché militaire français à Berlin de 1932 à 1938 (la destination la plus prestigieuse à l'époque pour les attachés militaires), il obtient le rang de capitaine, et devient général de brigade en 1932; général de division en 1936. 
Au cours de cette période, il rédige notamment des rapports détaillant les préparatifs d'Adolf Hitler en vue de constituer la plus grande force militaire d'Europe pour assurer l'hégémonie allemande dans la région, y compris des preuves envoyées à la France selon lesquelles l'Allemagne prenait des dispositions en vue d'un conflit militaire de longue durée.
En 1940, il commande le 42e corps d'armée.

### Carrière de traducteur
Stagiaire dans l'armée japonaise, de 1909 à 1913, et attaché militaire à Tokyo, de 1923 à 1928, Gaston Renondeau se familiarise avec la langue japonaise et entreprend la traduction de textes classiques, anthologies poétiques et pièces de théâtre Nô dès 1926.
Il publie dès 1912 un Dictionnaire militaire japonais-français, plusieurs fois réédité et dont le complément français-japonais parut en 1926. 
Ses traductions de la littérature japonaise font autorité. Cependant, son habitude de signer seulement « G. Renondeau » l'a parfois fait renommer « Georges » dans certains articles qui lui furent consacrés.

## Œuvres

### Ouvrages généraux et anthologies
- Gaston Renondeau, La doctrine de Nichiren, Paris, PUF, 1953.
- Gaston Renondeau, Nô, Premier et deuxième fascicules, 1953, Maison Franco-japonaise.
- Gaston Renondeau, Histoire des moines guerriers au Japon, Paris, PUF, 1957.
- Hônen, Shinran, Nichiren et Dôgen. Le Bouddhisme japonais : Textes fondamentaux de quatre grands moines de Kawakura, Préface et traduction française de G. Gaston Renondeau, Paris, Albin Michel, coll. « Spiritualités vivantes », 1962.

### Ouvrages collectifs
- Gaston Renondeau, « L'influence bouddhique sur les Nô », dans Les Théâtres d'Asie, Éditions du Centre national de la recherche scientifique, 1961
- Gaston Renondeau, Bernard Frank, « Le bouddhisme japonais », dans Histoire des religions, I, Paris, Gallimard, coll. « La Pléiade », 1970, p. 1320 - 1350

### Traductions
- Osamu Dazai, La Déchéance d'un homme, (trad. Gaston Renondeau), Paris, Gallimard/UNESCO, coll. « Connaissance de l'Orient », 1962.
- Contes d’Ise  (trad. du japonais par Gaston Renondeau), Paris, Gallimard/UNESCO, coll. « Connaissance de l’Orient », 1969, 181 p. (ISBN 2-07-071475-6).
- Anthologie de la poésie japonaise classique  (trad. Gaston Renondeau), Paris, Gallimard, coll. « Poésie », 1971, 256 p. (ISBN 2-07-032177-0).
- Yukio Mishima, Le Marin rejeté par la mer, (trad. Gaston Renondeau), Paris, Gallimard, coll. « Folio », 1979  (ISBN 978-2-07-037147-1).